# Odtokový režim
Odtokový režim, též režim odtoku, vyjadřuje změny ve vodnosti toků během roku. Graficky jej znázorňuje hydrogram, tedy křivka vyjadřující průtok v čase.
Odtokový režim závisí na působení mnoha činitelů, uplatňujících se v celém povodí a ovlivňujících jak odtok z plochy, tak i odtok přímo v korytě. Odtokové poměry toku jsou v těsné závislosti na podnebí a na zdroji vodnosti řeky (dešťové srážky, tající sníh, podpovrchová voda, tající ledovec). Vodní tok proto může na své délce (popř. ve svém povodí) vystřídat i několik typů odtokových režimů.

## Typy odtokových režimů
Dle zdroje vodnosti toků rozeznáváme dva základní typy odtokových režimů, jednoduché a komplexní. Jednoduché odtokové režimy jsou ovlivněny hlavně jedním zdrojem vodnosti, povodí je klimaticky stejnorodé (uplatňuje se hlavně nadmořská výška a kontinentalita). Komplexní odtokové režimy vykazují hlavně velké řeky, kombinují se nejméně dva nebo více zdrojů vodnosti, kombinují se různé klimatické podmínky v dílčích částech povodí, nejčastěji se objevují dvě maxima a dvě minima odtoku.

### Jednoduché odtokové režimy
- rovníkový (např. Kongo)
- monzunový (např. Ganga)
- subtropický suchý (např. Cheliff)
- sněhovo-dešťový/pevninský (např. Volha)
- sněhovo-nížinné/oceánsko-dešťové (např. Temže)
- ledovcové (např. Rhôna)

### Komplexní odtokové režimy
- Niválně-pluviální (sněhovo-dešťový)
- Pluvio-nivální (dešťovo-sněhový)